# Loles Vives
Dolors Vives Jorba (Manresa, 13 de septiembre de 1957) conocida como Loles Vives, es una atleta, entrenadora, nutricionista y bióloga española. Fue la primera mujer española en correr los 100 metros en menos de 12 segundos en 1979. Compite en categoría master, consiguiendo más de 50 medallas y en donde ha batido más de 100 récords.

## Biografía
Nació y se crio en la comarca catalana del Bages, en un entorno familiar de deportistas. Empezó practicando ballet aunque le gustaba más la gimnasia artística, pero en su ciudad natal no había un club para iniciarse en esa disciplina. Sin embargo, estaba el Club Atlètic Manresa donde Loles Vives y ahí comenzó a practicar atletismo y a entrenar cuando tenía once años.
Los Juegos Olímpicos de México 1968 le trajeron su primera referente en el atletismo, la norteamericana Wyomia Tyus. La dos veces campeona olímpica en los 100 metros lisos y la primera atleta en conseguirlo, llamó la atención de la niña Loles Vives, que se fijó en su técnica: «Yo veía que corría de puntillas y le decía a todo el mundo. Ves tengo que correr de puntillas. Así corre Wyomia».
Aunque sus entrenamientos, dedicación, competiciones internacionales y los resultados deportivos fueron muy buenos, siempre tuvo claro que quería estudiar. Se licenció en Biología por la Universidad Central de Barcelona, hizo las prácticas en los laboratorios Aigües de Manresa y posteriormente realizó un Máster en Dietética y Nutrición con la especialidad deportiva.
Se casó con el periodista y saltador de altura olímpico Martí Perarnau, con quien tuvo un hijo y una hija. En 1985, coincidiendo con la muerte de su padre, el nacimiento de su hijo y su trabajo como bióloga, dejó temporalmente la competición aunque siguió ligada al atletismo, colaborando como comentarista deportiva.
Después de su primera maternidad, le resultó muy complicado volver a entrenar, ya que en esa época no había ayudas federativas y tampoco se tenía en cuenta la conciliación y los cuidados familiares, que recaían mayormente sobre las mujeres. Pese a todo, retomó el atletismo como deportista y comentarista experta en atletismo y gimnasia.
Se trasladó con su familia a Madrid, y tras el nacimiento de su hija en 1995, volvió a realizar un cambio de actividades, dejó de colaborar en los medios deportivos y comenzó a practicar pádel con sus amistades. Con la práctica de ese deporte, empezaron a pedirle algunos entrenamientos personalizados que fueron creciendo de tal manera que se le ocurrió poner en marcha Gym Home, para organizar los entrenamientos a domicilio. Como consecuencia de esta actividad se puso otra vez en forma y eso la motivó a volver una vez más a la competición, con cuarenta años.
Sigue compitiendo como deportista veterana y ganando títulos en la categoría master.

## Trayectoria

### Atletismo
Inició sus entrenamientos en el Club Atlètic Manresa donde Joan Carreras fue su primer entrenador. El 27 de marzo de 1969, con once años de edad, debutó en el atletismo, en una liga de clubes en el estadio de Montjuïc, en la que hizo los 150 metros en 22.2 y el salto de altura de 1,15 m. A los 13 años consiguió en los 100 metros la marca de 13.1. Siguió en ese club hasta que se trasladó a Barcelona para estudiar Biología.
Coincidiendo con su etapa universitaria, estuvo entrenando con Luis Enciso, pero tuvo que dejarlo para centrarse en finalizar sus estudios. No tardó mucho en volver y en esta ocasión, fue Hans Rulf su entrenador, con quien logró los mejores resultados en aquella época, entre 1978 y 1980.
Siendo atleta del Club Natació Barcelona, el 15 de julio de 1979 Loles Vives se convirtió en la primera mujer española que rompió la barrera de los 12 segundos en los 100 metros lisos con cronometraje eléctrico y mantuvo la marca durante quince años. Fue en el estadio de Serrahima donde se celebraron los Campeonatos de Cataluña. Olga Martorell era la plusmarquista nacional con 12.11 en 1978. En las semifinales, Vives le arrebató el récord con 12.04 y al llegar a la final le ganó. Según ella recordó «La favorita era Olga Martorell, un fenómeno que ya había bajado de los 12 segundos manuales, pero le gané bien», ya que su rival hizo 12.35 y ella logró los 12 segundos.
Años después, los 12 segundos se consideraron una medición errónea, siendo realmente 11.99. Al año siguiente, la propia Loles Vives bajó su marca a los 11.96 que aquel año de 1980 finalizó con 11.81 de récord personal y también nacional.
Desde su estreno en la competición con una marca de 13.1, llegó a bajarla hasta 11.81. Fue campeona de España absoluta y plusmarquista española de los 100 metros.
En el verano del 81, compitió en las pistas del INEF en Madrid, en una prueba de velocidad en la que cuatro atletas polacas arrasaron en la prueba de los 100 metros. Loles Vives quedó en quinta posición con una marca de 11.96. Los siguientes años de competición consiguió 11.81 en los 100 metros, 24.74 en los 200 metros, 7.78 en los 60 metros y 5,87 en longitud.
Pasado un tiempo, volvió a la competición, en 1998, con 40 años y con ganas de probar todas las modalidades. En los 100 metros fue la primera mujer en bajar de los 13.00 con más de 40 y 45 años. Con 49 años, batió el récord de Europa de la categoría máster en salto de longitud con 5m 33cm
En 2010 volvió al Club Atlètic Manresa, donde se formó como infantil y juvenil, para competir en la categoría veterana y entrenando con Perarnau. Y treinta años después de batir la marca de los 12 segundos, en 2013 consiguió la mejor marca mundial en 60 metros con 8.62, para mayores de 55 años.
Coincidiendo con el cincuenta aniversario desde de su primera competición, el 27 de marzo de 2019, en la ciudad polaca de Torun se proclamó campeona mundial de los 60 metros femeninos en pista cubierta en la franja de mayores de sesenta años, con un tiempo de 8.99 segundos.
Fuentes expertas afirmaron el 2020 que la categoría master es la que tiene mejor nivel internacional del atletismo español y es la tercera potencia a nivel mundial, cosechando numerosas medallas. Loles Vives sigue compitiendo en la categoría master y ocupa el puesto noveno en la clasificación por número de medallas internacionales conseguidas (detrás de 7 mujeres y 2 hombres). Además, sumando los récords internacionales conseguidos, se sitúa en la sexta posición.

### Periodista deportiva
A finales de los años 80 le propusieron colaborar en el diario Mundo deportivo. Considerada una época "dorada" para el periodismo, entonces el periódico tenía muchos recursos para enviar a sus periodistas a las competiciones. Vives estuvo en varios triales en Estados Unidosː en Nueva Orleans y Nueva York. Cubrió la información de atletismo y gimnasia de varios Juegos Olímpicosː Los Ángeles 84, Seúl 88 y Barcelona 92. Además fue corresponsal en España del periódico deportivo francés L’Equipe y otras colaboraciones para el Periódico de Cataluña en Madrid.
Como anécdota, siendo Vives periodista en el Campeonato Mundial de Atletismo de 1991 celebrado en Tokio, cuando Mike Powell batió el récord del mundo en salto de longitud (8,95), llamó por teléfono a Bob Beamon -quien detentaba hasta ese momento el llamado salto del siglo (8,90) desde 1968- para preguntarle su opinión sobre la proeza conseguida por Powell. La sorpresa fue que Beamon se enteró de la noticia y la pérdida de su récord con esa llamada.
Aquel mismo año 1991, como preparación a los JJOO de Barcelon 92, formó parte de una delegación de la Federación Internacional de Atletismo Amateur (IAAF), que viajó a Sudáfrica, para constatar que este país podía ser readmitido en la "familia olímpica". Allí les recibió el Congreso Nacional Africano, partido liderado por Nelson Mandela y recorrieron varias ciudades, como Soweto, donde les enseñaron cómo el proceso de desmantelamiento del apartheid estaba mejorando las cosas, y Ciudad del Cabo donde conoció a la atleta Zola Budd, quien finalmente compitió representando a Sudáfrica en Barcelona 92.

### Otras actividades
En 1997 fundó Gymhome, la primera agencia de entrenamiento personal a domicilio y una iniciativa pionera que supuso la implantación de este servicio en España. Durante nueve años ejerció como entrenadora personal a domicilio en Madrid y dirigió a un equipo de entrenadores y entrenadoras personales en Madrid, Barcelona y San Sebastián.
Fue elegida embajadora del Método Densia en 2012, consistente en «una guía personalizada para cuidar los huesos de una forma sencilla». En el apartado dedicado al deporte, se encarga de fomentar la práctica de ejercicio físico con el fin de prevenir la osteoporosis.
Para Loles Vives, el deporte es su estilo de vida y escribió su libro, Pacta con el diablo, para plasmar su trayectoria desde 1969 hasta 2016.«El ejercicio es la medicina de más alto espectro» es uno de los argumentos que mantiene, en favor de la prevención y situando la práctica deportiva como algo básico para mantener una buena salud. Recuerda a la Nobel de Medicina, Rita Levi-Montalcini, que falleció a los 103 años que decía que «El cuerpo se arruga, pero no el cerebro» y Vives defiende que para afrontar el paso del tiempo con sosiego hay que mantener la actividad.

## Palmarés
El historial deportivo de Loles Vives es muy extenso, desde que comenzó a competir en 1969  -exceptuando el período sin actividad (1988-1998)- hasta la categoría master en la que compite.
En la categoría nacional absoluta compitió en las pruebas de 50 m, 80 m, 100 m, 200 m y 4x100 m. Participó en 15 ocasiones con la selección absoluta a nivel internacional.
En la categoría master batió más de un centenar de récords de España en las pruebas de los 100 m, los 200 m (al aire libre) y 60 m, 4x200 m y longitud (en pista cubierta). Como internacional, su currículum está cercano a las 40 medallas en diferentes competiciones, con varios récords de Europa y también uno mundial, conseguido el 2013 en la prueba de los 60 metros lisos, con un tiempo de 8.42 en pista cubierta. Consiguió el récord en casi todas las competiciones master que participó, en cada grupo de edad.
| Categoría/Período    | Campeonato                                                        | Medallas | Récords |
| -------------------- | ----------------------------------------------------------------- | -------- | ------- |
| Absoluta (1973-1981) | Nacional                                                          | 6        | 12      |
| Absoluta (1973-1981) | Internacional                                                     | 9        |         |
| Master (1998-2020)   | Nacional (aire libre y pista cubierta)                            | 52       | 125     |
| Master (1998-2020)   | Internacional (mundiales y europeos, aire libre y pista cubierta) | 36       | 8       |

Según se recoge en el ranking de España master a 31 de diciembre de 2020 y según los resultados del Campeonato de España Master al aire libre, celebrado en Sagunto (Valencia) del 28 al 30 de junio fue considerada la mejor atleta en la categoría F60 en 100 m con un tiempo de 14.52, y en salto de longitud con una marca de 4,45 m. Ya venía con la misma consideración de mejor atleta, tras disputarse el Campeonato de España Master en pista cubierta, en Ourense, del 8 al 10 de marzo.
El 23 de diciembre de 2018 batió el récord de longitud, tanto al aire libre como en pista cubierta con una marca de 4,41 m, aunque pocos días después, la atleta Mª Rosa Escribano Checa mejoró su marca al aire libre con 4,47 m.
| Categoría | Prueba           | Año  | Marca   |
| --------- | ---------------- | ---- | ------- |
| Absoluta  | 150 m (manual)   | 1973 | 18.7    |
| Absoluta  | 4x100 m (manual) | 1975 | 47.0    |
| Absoluta  | 4x100 m          | 1980 | 45.93   |
| Absoluta  | 100 m            | 1980 | 11.81   |
| Absoluta  | 100 m (manual)   | 1980 | 11.7    |
| Master    | Longitud F40     | 2001 | 5,33 m  |
| Master    | 60 m F40         | 2002 | 8.01    |
| Master    | 60 m vallas F45  | 2007 | 9.62    |
| Master    | 80 m vallas F50  | 2010 | 13.73   |
| Master    | Altura F50       | 2010 | 1,31 m  |
| Master    | Pentatlón F50    | 2010 | 3.131 p |
| Master    | 200 m F50        | 2012 | 29.20   |

Cabe señalar la evolución de su marca en los 100 m F60 a lo largo del año 2019, detentando el récord de España y batiéndolo varias veces.
| Lugar     | Fecha      | Marca |
| --------- | ---------- | ----- |
| Salamanca | 15/05/2019 | 14.31 |
| Madrid    | 08/06/2019 | 14.29 |
| Castellón | 10/07/2019 | 14.28 |
| Madrid    | 20/07/2019 | 14.22 |

Loles Vives reside en Madrid, aunque pertenece al Club Avinent Manresa,  se desplaza y compite con el resto de atletas del CAM.

## Premios y reconocimientos
- Mejor atleta española máster en 2007.[16]
- Mejor atleta española máster en 2012.[16]
- Mejor atleta española máster en 2015.[17][16]
- Premio de Periodismo Ferrer Eguizábal 1991 por el artículo Barcelona-92 ¿Cómo nos ven? 10 periodistas, 10 opiniones, publicado en El Mundo Deportivo.[12]
- Segundo galardón ex aequo del concurso periodístico otorgado por la Fundación Barcelona Promoció de la Cámara de Comercio por la serie de reportajes: Los secretos de Barcelona-92, realizada conjuntamente con el periodista Josep Mª Artells para El Mundo Deportivo.[12]